# گودال رفتاری

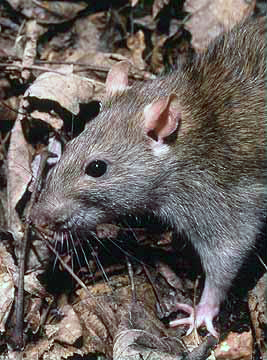
آزمایش روی موش‌ها هشداری در مورد انسان در برابر گودال رفتاری است.

گودال رفتاری (به انگلیسی: Behavioral sink) اصطلاحی است که جان بی. کالهون، کارشناس رفتار جانوران ابداع کرده‌است. ابداع این اصطلاح، تلاشی بوده، به منظور توصیف مشاهداتی که از سقوط هنجارهای رفتاری صورت گرفته‌است. سقوطی که می‌تواند ناشی از ازدحام بیش از حد جمعیت باشد. این اصطلاح بر پایه یکسری آزمایش‌هایی که جان بی. کالهون، بین سالهای ۱۹۵۸ تا ۱۹۶۲ روی انبوه موشهای آزمایشگاهی انجام داده، شکل گرفته‌است. دراین سری مطالعات تحقیقی، کالهون و دستیاران او یکسری مجتمع‌های بزرگ و مرفه، برای موشهای تحت مطالعه، ایجاد کردند. فضاهای بسته‌ای که در آنها به موش‌ها دسترسی نامحدودی به غذا و آب داده می‌شد و رشد بی حد و حصر جمعیت را امکان‌پذیر می‌کرد.
کالهون، اصطلاح گودال رفتاری را در گزارشی که در تاریخ ۱ فوریه ۱۹۶۲ با عنوان: «تراکم جمعیت و آسیب‌شناسی اجتماعی» در مجله ساینتیفیک آمریکن منتشر کرده بود؛ برای اولین بار بکار برده‌است. این مقاله در مورد مطالعاتی بود که روی رفتار موش‌ها انجام گرفته‌است. بعدها آزمایشهای متعدد مشابهی روی انبوه موشها، از سال ۱۹۶۸ تا سال ۱۹۷۲ انجام گرفت.
مطالعات کالهون، به عنوان الگوی جانوریِ فروپاشی جامعه، مورد استفاده قرار گرفت و این مطالعات، بعدها به یک سنگ بنا از جامعه‌شناسی شهری و به‌طور کلی روان‌شناسی تبدیل شده‌است.

## آزمایش‌ها
در مطالعه ۱۹۶۲، کالهون مشاهدات خود از رفتار موش‌ها را به شرح زیر توصیف می‌کند:
بسیاری از موشهای ماده، قادر به گذراندن دوره حاملگی، به صورت کامل یا زنده ماندن در هنگام وضع حمل نوزاد خود، نبودند. تعدادی حتی پس از زایمان موفقیت‌آمیز، در عملکردهای مادرانه کوتاهی کردند. در میان موشهای نر، اختلالات رفتاری از انحراف جنسی گرفته تا هم‌نوع‌خواری و فعالیت‌های جنون آمیز و یکسری پست رفتهای بیمارگونه مشاهده شد. رفتارهای متغیری که موش‌ها به‌شکل منفرد برای خوردن، نوشیدن و حرکت، تنها در هنگام خواب سایر موشها از خود بروز می‌دادند.
- سازمان و روابط اجتماعی حیوانات نیز به همان اندازه اختلال نشان داد.

منشأ مشترک این اختلالات، در مشاهداتی که روی اولین جمعیت موشها در ۳ آزمایش، انجام گرفت، وضوح بیشتری داشت؛ یعنی منشأ وخامت اختلالاتی که گسترش گودال رفتاری، نامیده شده‌است. موشها بیشتر در یکی از واحدهای به هم پیوسته از ۴ واحد داخلی اتاق، ازدحام می‌کردند. در هنگام تغذیه، در هر دور آزمایش، از ۸۰ موش در هر اتاق ۴ قسمتی، ۶۰ موش، تنها در یک واحد داخلیِ مرتبط، تجمع می‌کردند. اکثر موشها به‌ندرت در خلوت و بدون حضور جماعت موشها، غذا می‌خوردند. در نتیجه، ازدحام شدیدی در زمان تغذیه، در یک واحد ایجاد شده و در دیگر واحدها تنها تعداد کمی موش، به‌صورت پراکنده باقی می‌ماندند. در آزمایش‌هایی که منجر به وخامت وضعیت و تشکیل گودال رفتاری شد؛ در بدترین موارد، میزان مرگ و میر نوزادان، بالغ بر۹۶٪ بود.
جان بی. کالهون، در سال ۱۹۸۴ از مؤسسه ملی سلامت روان NIMH بازنشسته شد، اما مطالعه روی نتایج تحقیقات خود را تا زمان مرگ در ۷ سپتامبر ۱۹۹۵ ادامه داد.